# 朝宗岩
朝宗岩（チョジョンアム、朝鮮語: 조종암）は、1975年9月5日に京畿道記念物に指定された、京畿道加平郡にある岩。1684年、李齊杜、許格、白海明などが「壬辰倭乱」のときに、朝鮮の宗主国である明王朝が朝鮮に施した恩恵、および「丙子胡乱」で清王朝から受けた侮辱を忘れないために岩に刻文した。岩には、明王朝の最後の皇帝である崇禎帝の御筆である「思無邪（考えに私慝することなし）」を刻文している。少し離れた場所に祭祀をおこなう「大統行廟」があり、その前には朝宗川が流れている。
朝宗岩をここに建てることになった理由は、朝宗川があるためであり、「朝宗」という名称は、多くの川水（諸侯）が最終的に海（天子）に流れでるという意味であり、諸侯が天子を謁見するという意訳が含まれている。

## 概要
1644年、明王朝が滅亡、明王朝の最後の皇帝である崇禎帝を自殺に追い込んだ李自成を逐って清王朝が北京に入場したことは、朝鮮の両班にとっては驚愕すべき大事件だった。清王朝を建国した女真は朝鮮では、「野人」と呼ばれ、南の「倭」とともに野蛮な夷狄として侮蔑していた。朝鮮は、そのような「倭」と「野人」によって相次いで攻撃を受ける。すなわち、「壬辰倭乱」と「丙子胡乱」である。「壬辰倭乱」は、明王朝の援軍によって倭軍を撃退したものの、「丙子胡乱」は屈辱的な結果をもたらした。1637年1月30日、仁祖が漢江南岸の三田洞にある清王朝軍本営に出向き、設けられた受降壇で、ホンタイジが天子であることを三跪九叩頭の礼によって認めることを、臣下の面前で屈辱的におこない、臣従を誓わせられ、屈辱的な三田渡の盟約を余儀なくされた。朝鮮では、清王朝が支配する中国はもはや中華文明が消滅した「腥穢讐域（生臭く汚れた仇敵の地）」であり、大中華である明王朝が消滅したことにより、地上に存在する中華は朝鮮のみとみて、朝鮮の両班は自国を「小華」「小中華」と自称し、中華文明の正統継承者は朝鮮であるという強い誇りをもつようになる。朝鮮と清王朝は君臣事大関係にあったため、朝鮮から朝鮮燕行使が派遣され、年号も公的には清王朝の年号を用いなければならなかった（朝鮮の両班は、私的な書簡や墓誌などでは、明王朝崇禎帝の年号である崇禎紀元を19世紀末まで使い続けた）。そのような折、1684年に宋時烈が明王朝の最後の皇帝である崇禎帝の御筆である「思無邪（考えに私慝することなし）」を刻文し、李齊杜、許格、白海明などが宣祖の御筆である「万折必東 再造藩邦（一万回折れても必ず動力を流してくれ、明軍が倭軍を退けて我が国をまた助けてくれた）」と刻文した。
1831年より、「大統行廟」と「九義行祠」で祭祀をおこないはじめ、日本の植民地時代の1934年に「大統行廟」が廃止された。1978年、「大統行廟」が再建され、毎年3月19日に祭祀をおこなう。

## ギャラリー

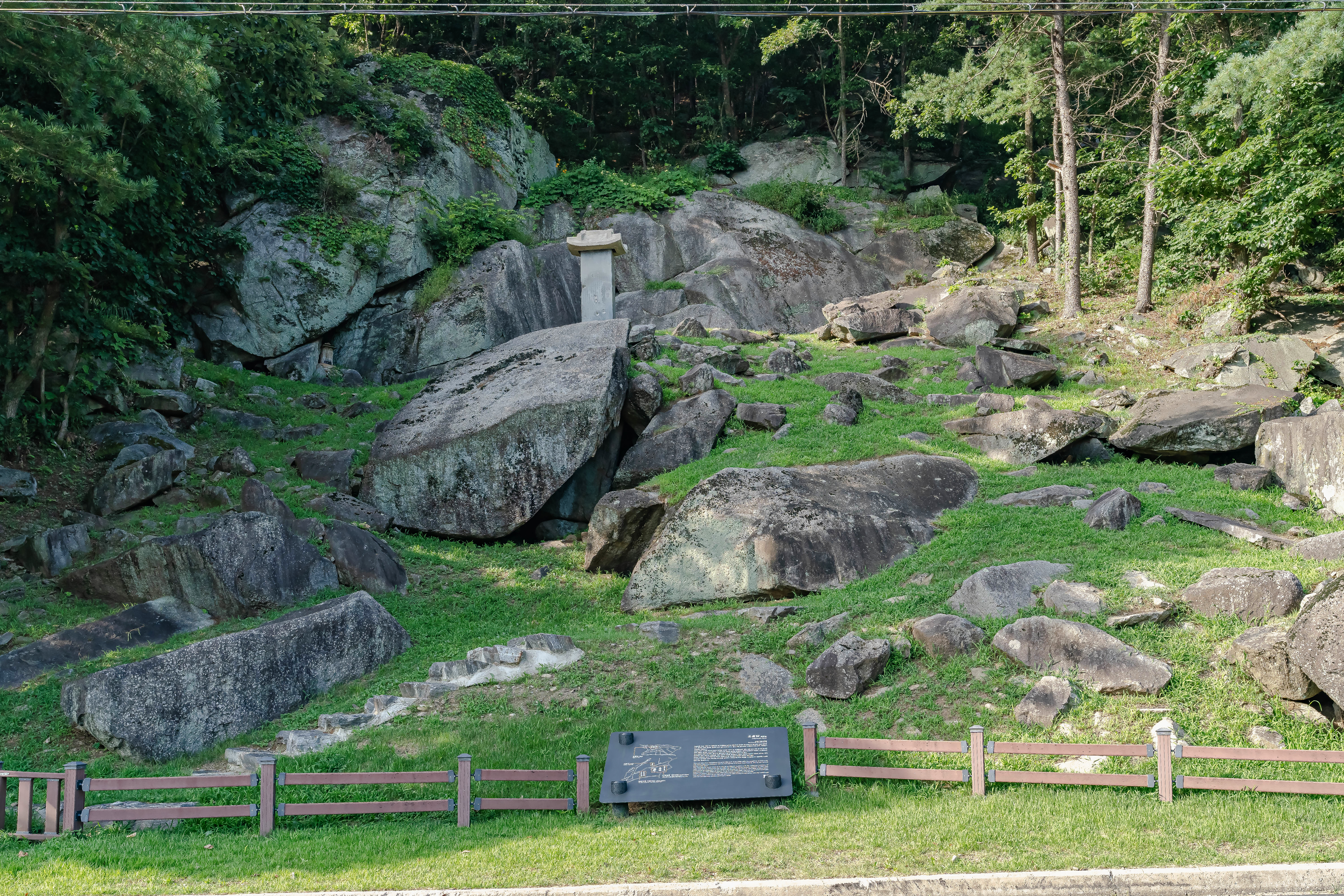
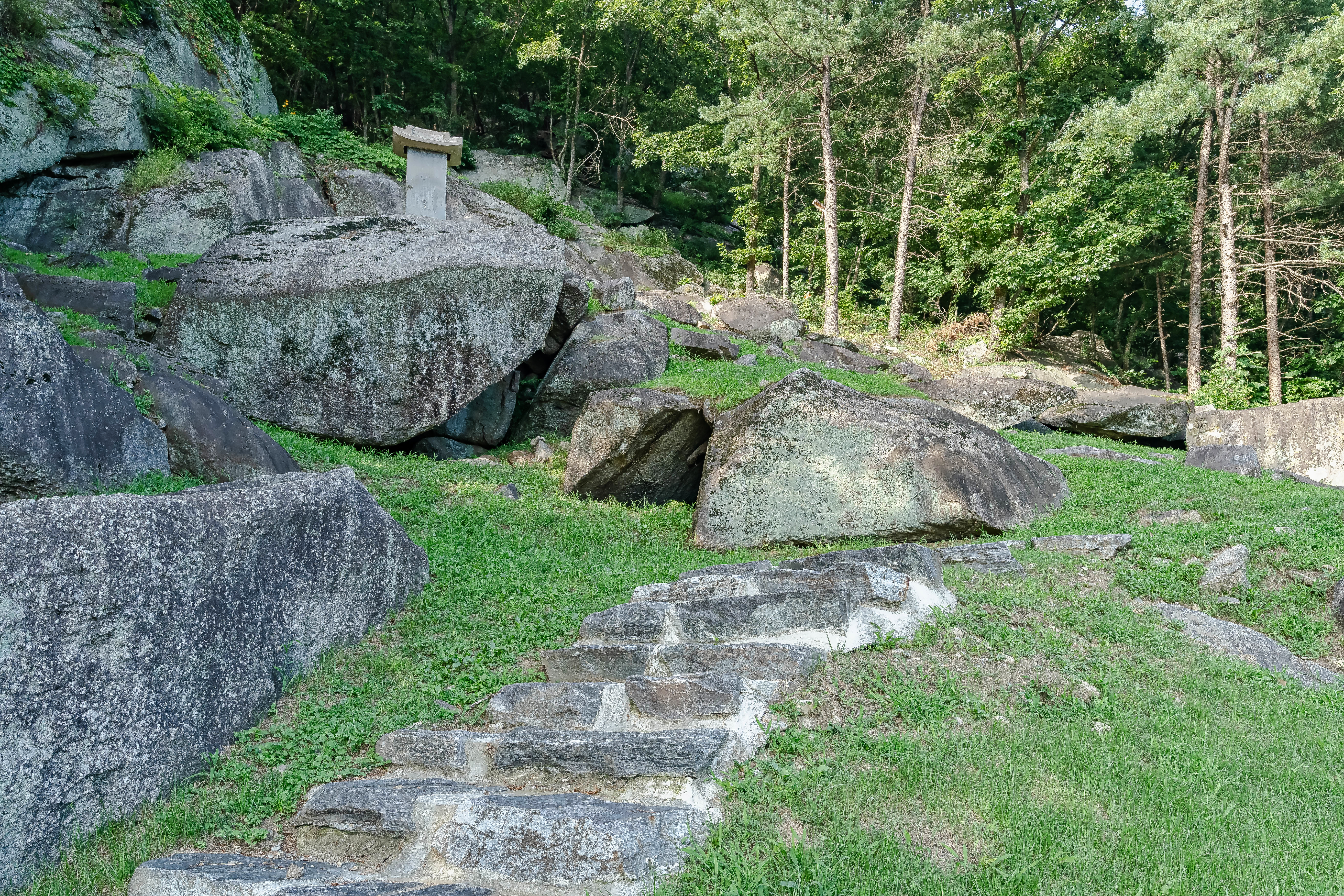
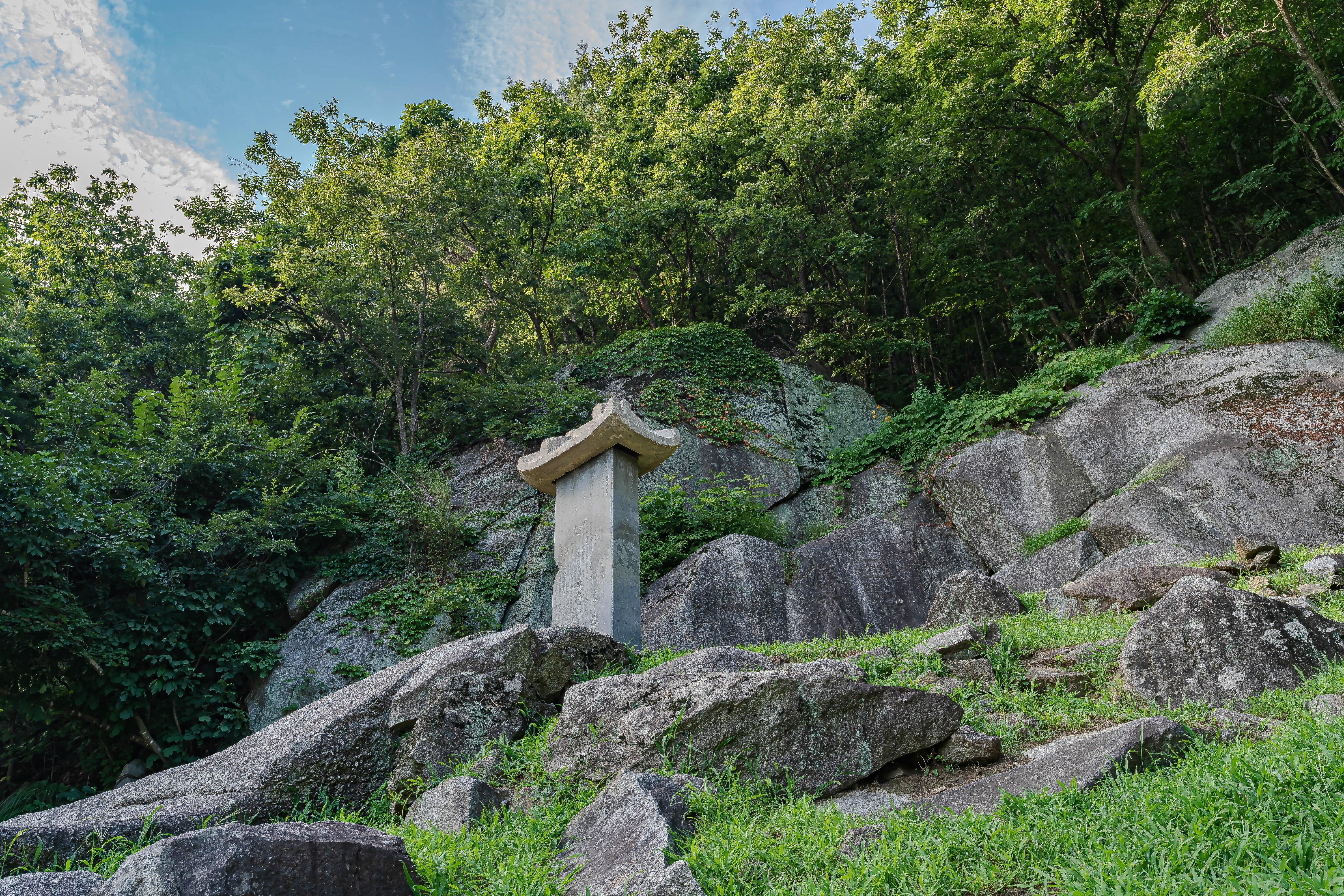
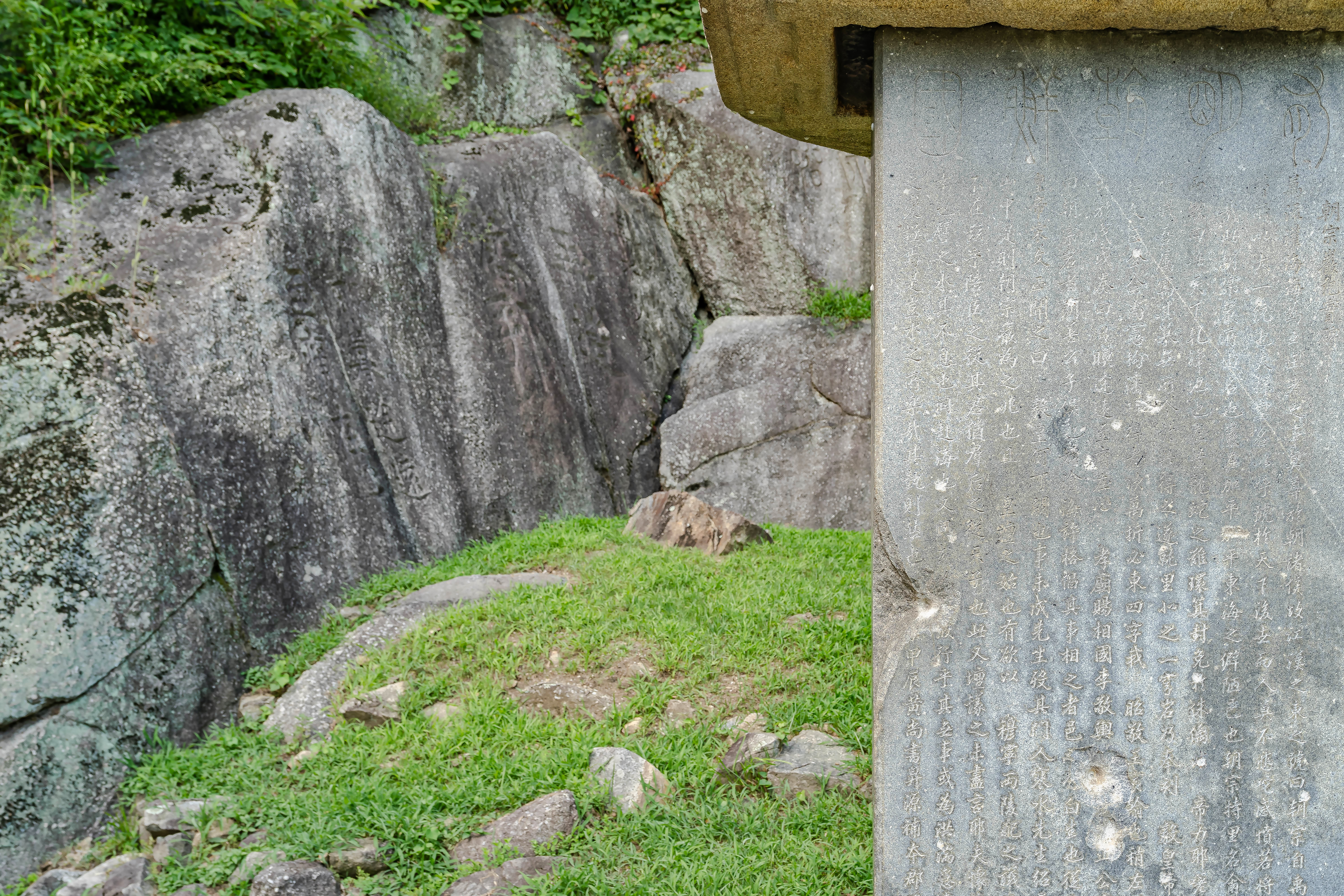
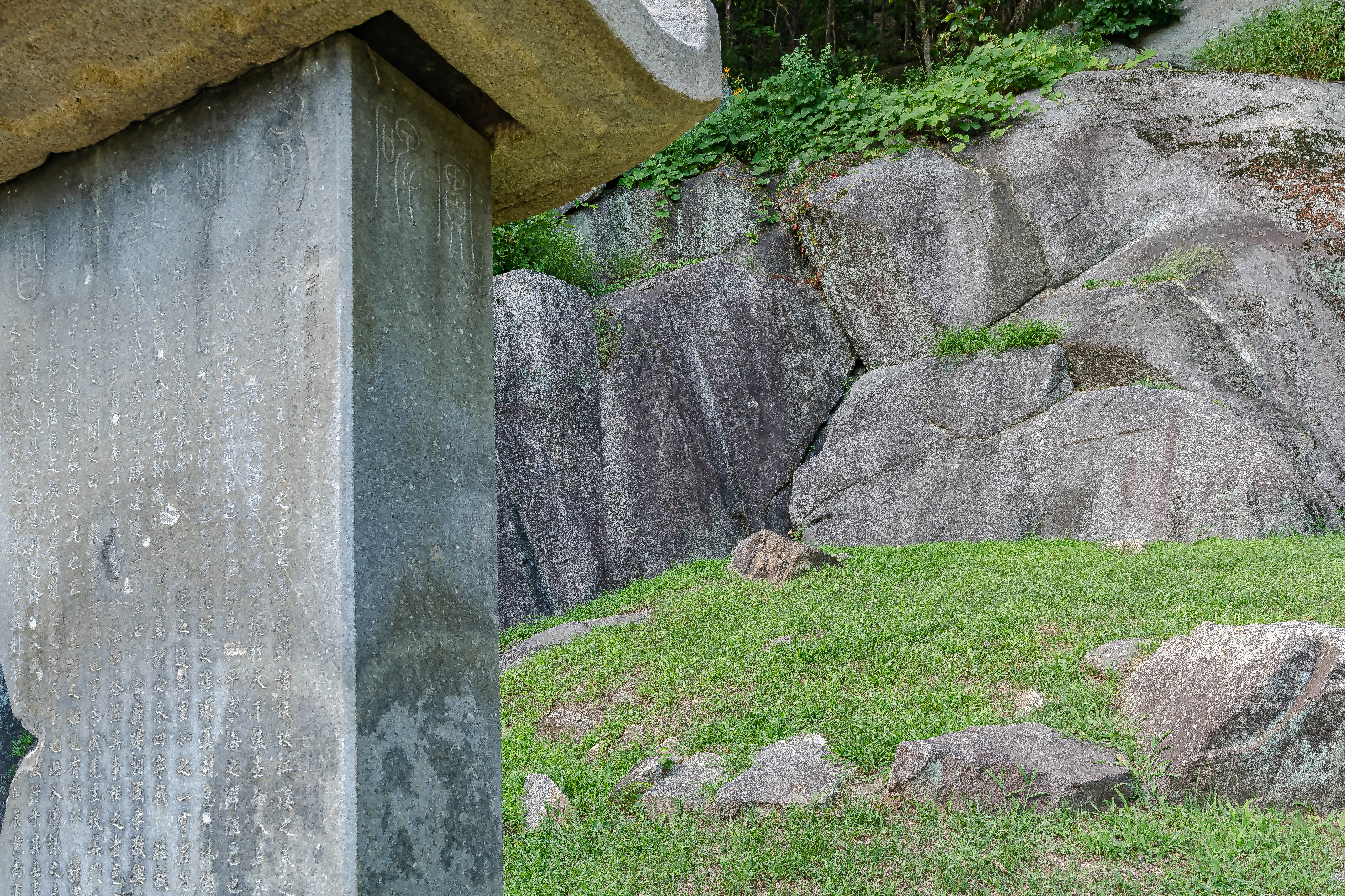
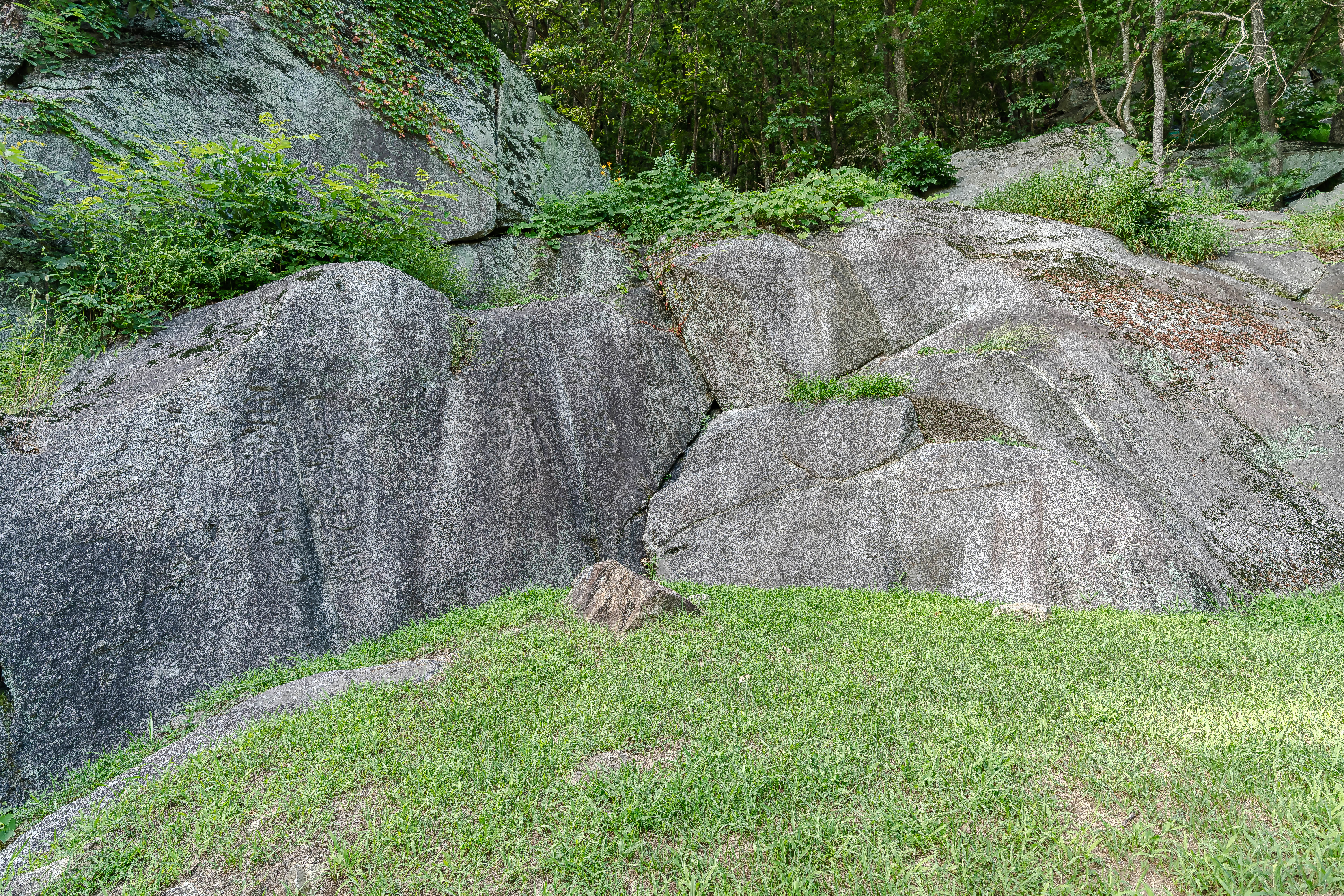
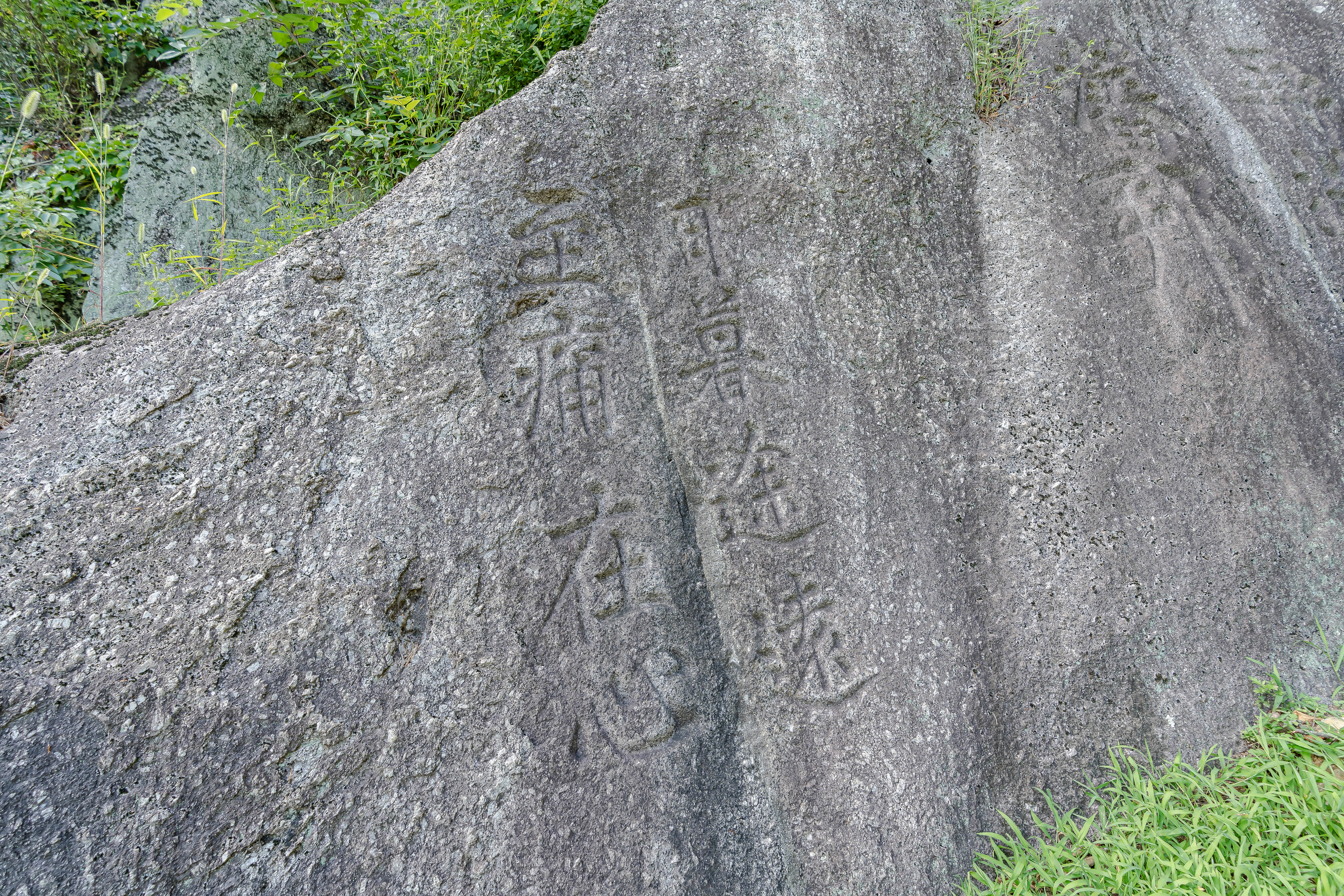
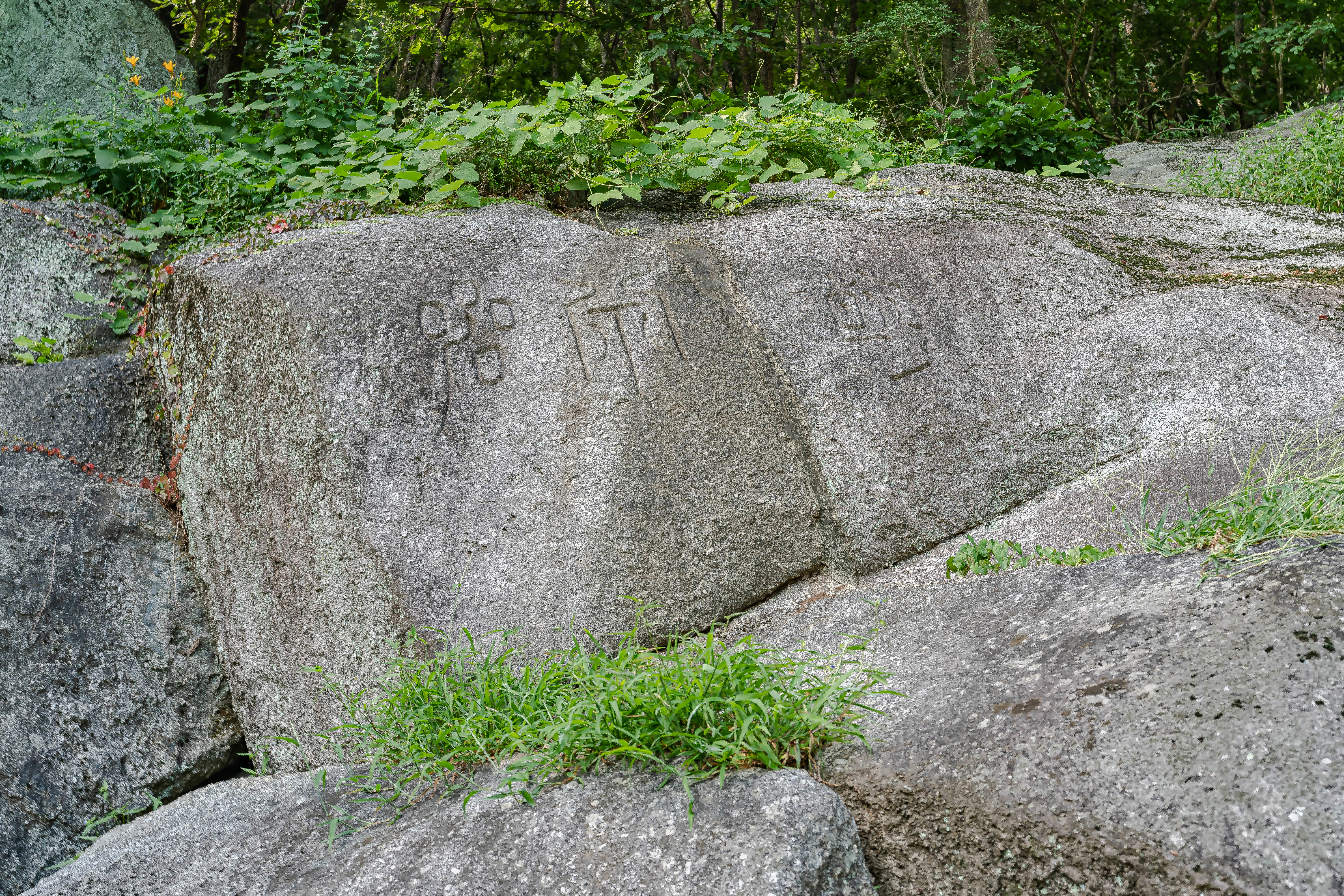
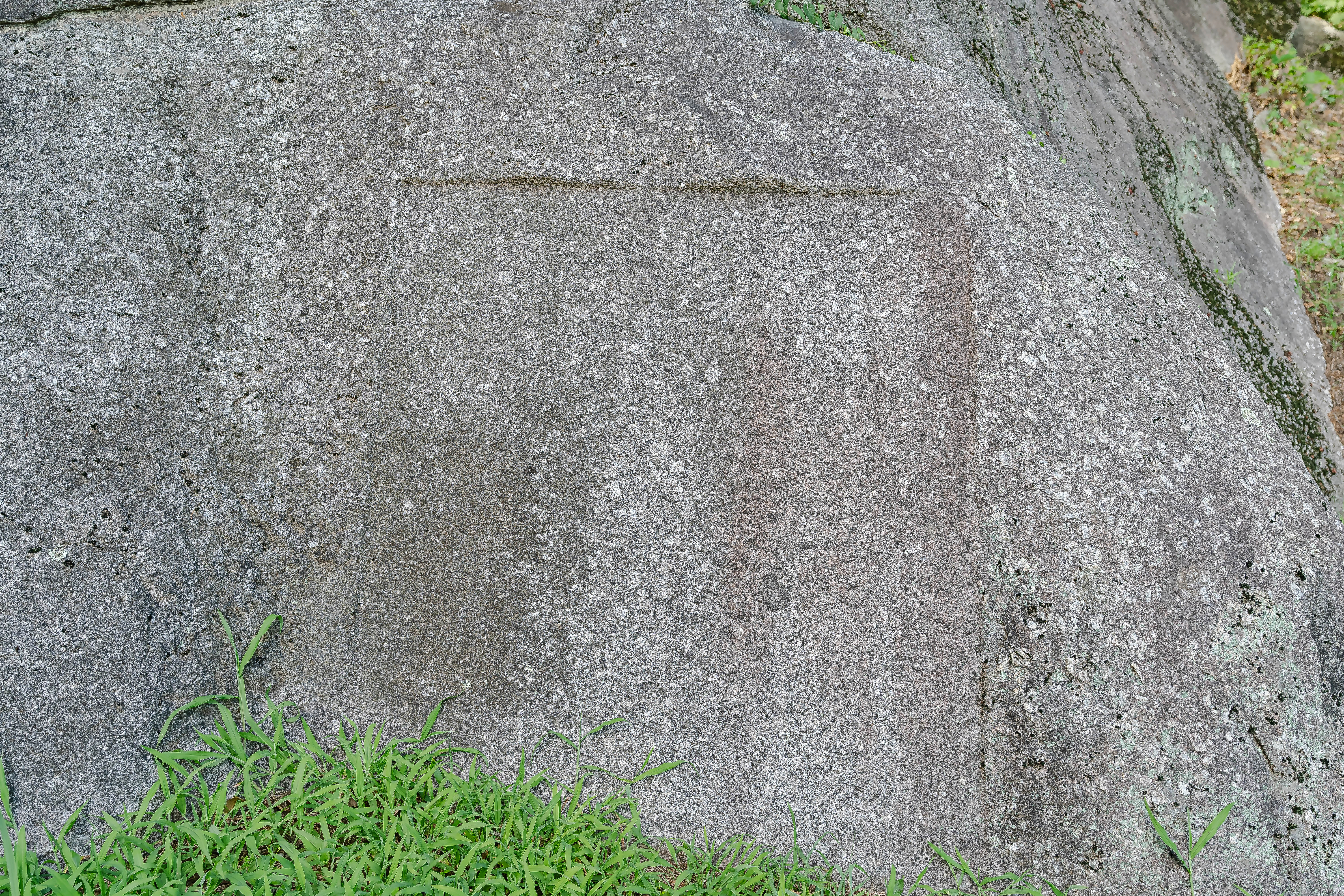
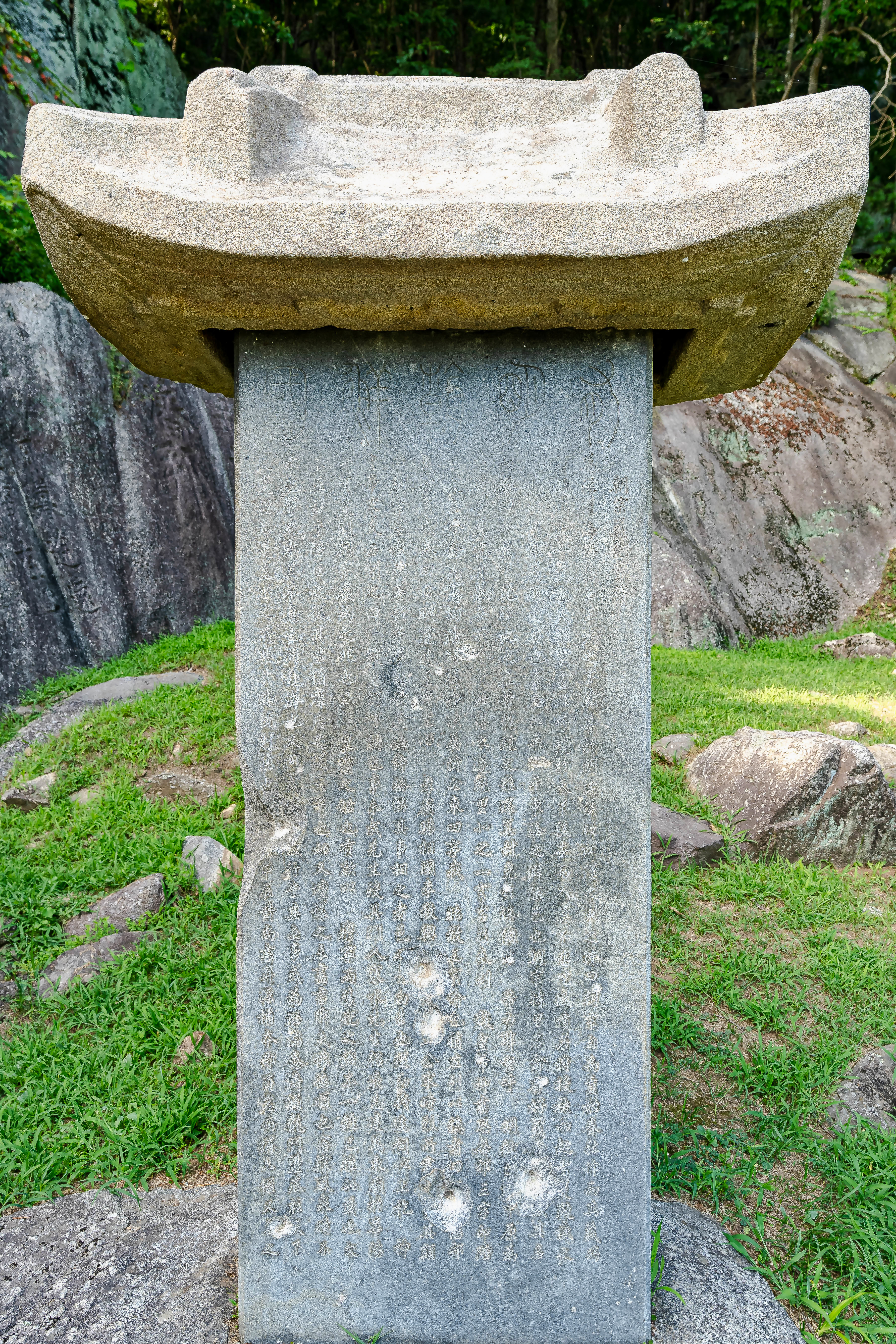
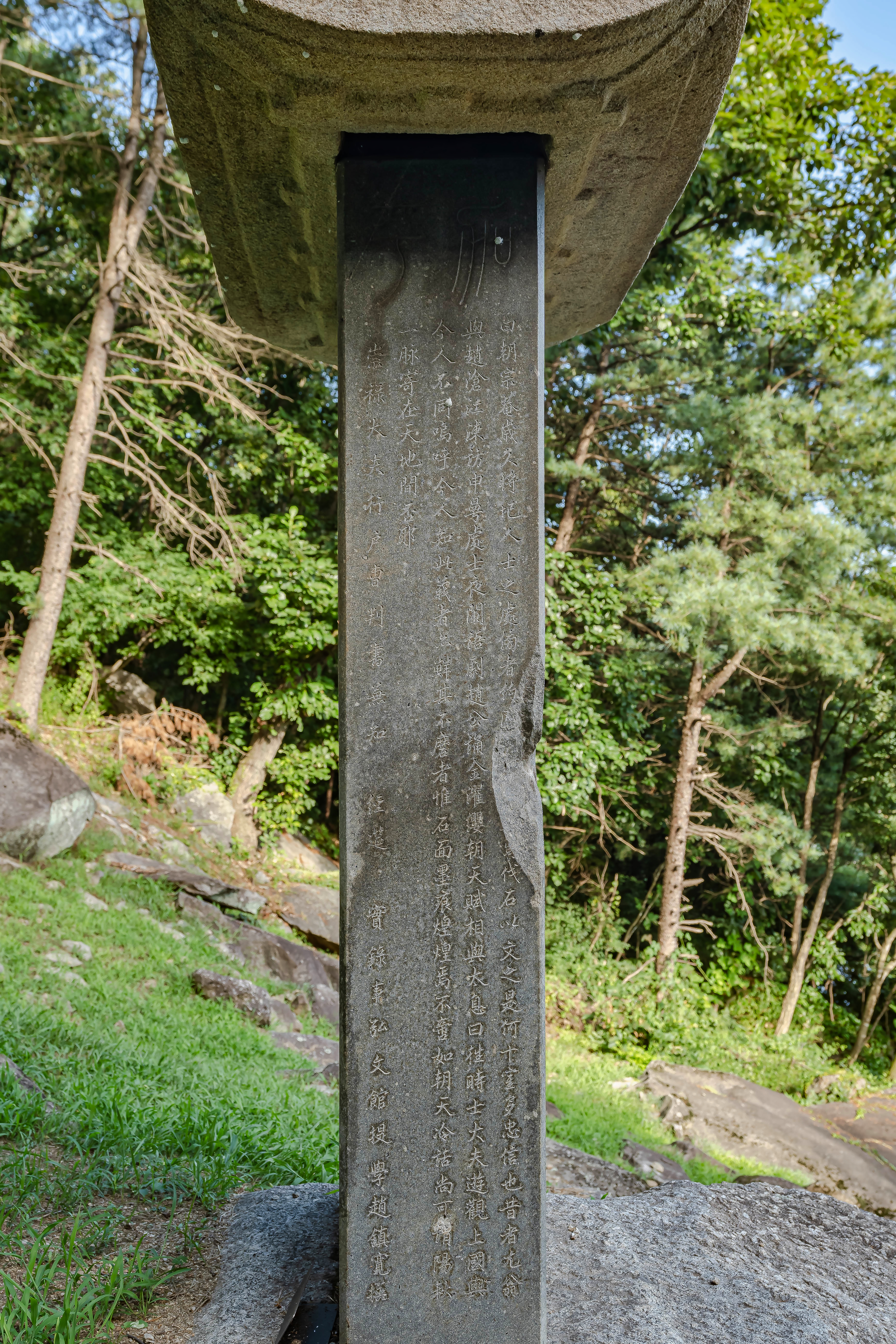
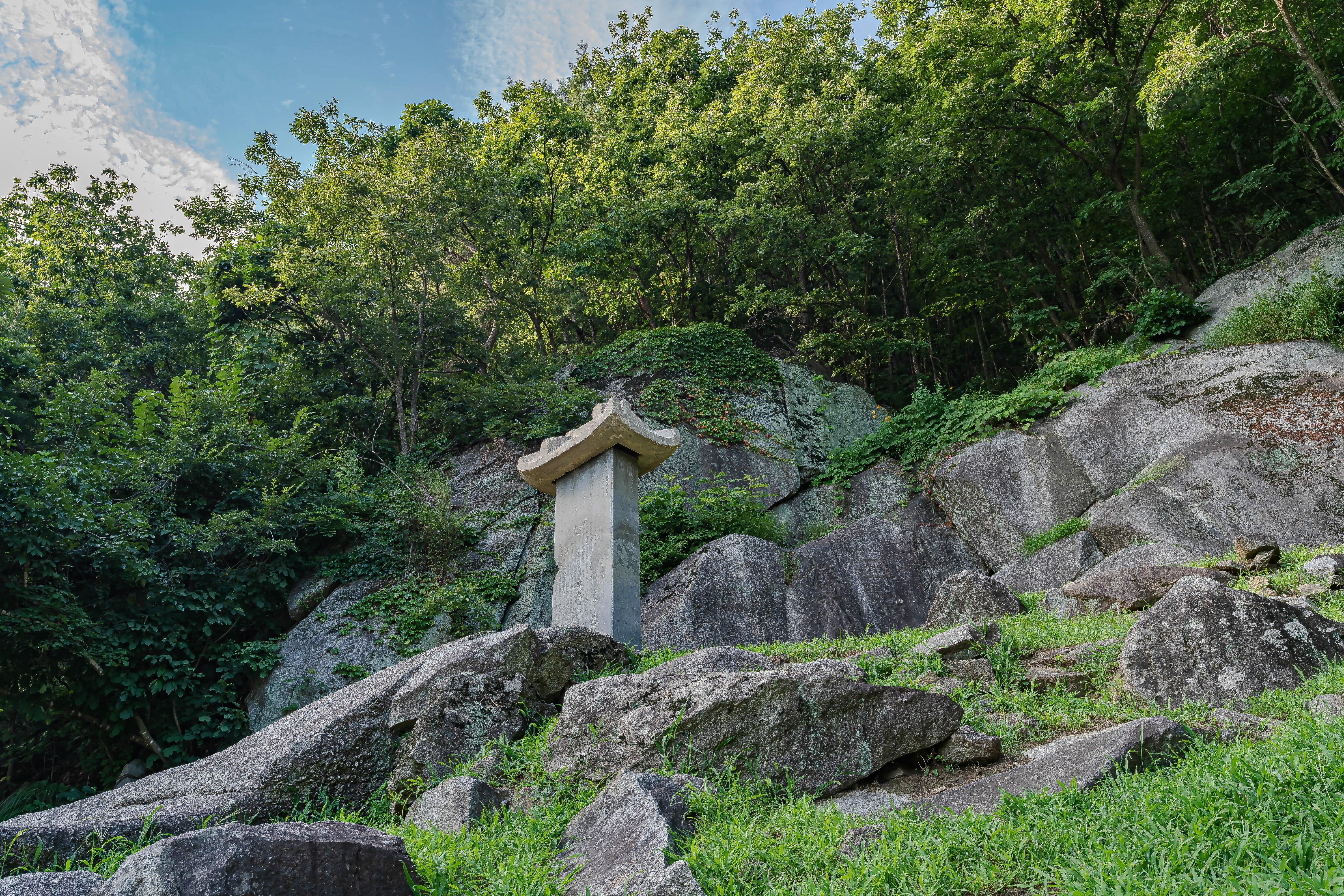